# Una terra chiamata Alentejo
Una terra chiamata Alentejo è un romanzo dello scrittore portoghese José Saramago, pubblicato nel 1980.

## Trama
Il romanzo narra la storia della famiglia Mau-Tempo, composta da Domingos, violento e beone che finirà suicida, dal figlio João, che partecipa alle lotte contadine, e da Antonio, figlio di João. Sono poveri braccianti, costretti a vivere la miseria e le fatiche del latifondo. Le vicende coprono un arco temporale che va dal primo Novecento alla Rivoluzione dei garofani, sullo sfondo della dittatura salazarista.

## Riconoscimenti
Il libro ha ottenuto il Prémio Cidade de Lisboa, nel 1980, e il Premio Flaiano, nel 1992. 

## Edizioni italiane
- Una terra chiamata Alentejo, traduzione di Rita Desti, Collana Le finestre, Milano, Bompiani, 1992,  p. 304, ISBN 88-452-1831-7.
- Una terra chiamata Alentejo, prefazione, nota bibliografica e antologia critica di R. Desti, Collana Grandi Tascabili, Milano, Bompiani, 1993-1997,  p. 287, ISBN 88-452-2065-6.
- in  Romanzi e racconti, 1977-1984, a cura di Paolo Collo, Collana I Meridiani, Milano, Mondadori, 1999,  pp. 377-756, ISBN 88-04-46939-0.
- Una terra chiamata Alentejo, Collana ET Scrittori, Milano, Einaudi, 2006, ISBN 978-88-06-18081-2.
- Una terra chiamata Alentejo, Collana Universale Economica n.2183, Milano, Feltrinelli, maggio 2010,  p. 314, ISBN 978-88-07-72183-0.